# Woodburn (Oregon)
Woodburn (korábban Halsey) az Amerikai Egyesült Államok északnyugati részén, Oregon állam Marion megyéjében elhelyezkedő város, a salemi statisztikai körzet része. A 2020. évi népszámlálási adatok alapján 26 013 lakosa van.

## Története
A térség egykor a kalapuja indiánok lakóhelye volt. Az 1850-es években a földadományozási törvény értelmében a terület nagy részét felparcellázták; az első lakosok Eli C. Cooley, Bradford S. Bonney, George Leisure és Jean B. Ducharme voltak. Ducharmes telkét később George Settlemier vásárolta meg.
Settlemier faiskolát alapított; mivel a területet árverésen vásárolta meg, annak tulajdoni helyzete rendezetlen maradt. A William Reedtől felvett kölcsön fedezeteként a területet jelölte meg; mivel Reed arra számított, hogy Settlemier nem tudja fizetni a kölcsönt, a vasútvonalat földjének közelében vezette. Az ügy a legfelsőbb bíróságra került, amely a területet Settlemiernek ítélte.
Ben Holladay vasútvonala 1871-ben, Woodburn kialakulásának idején épült ki.
A Halsey-vel való összetéveszthetőség miatt a települést egy erdősávon kiütött tűz után egy vasúti vezető Woodburnre keresztelte át. Városi rangot 1889. február 20-án kapott.

## Éghajlat
| Hónap                         | Jan. | Feb. | Már. | Ápr. | Máj. | Jún. | Júl. | Aug. | Szep. | Okt. | Nov. | Dec. | Év   |
| ----------------------------- | ---- | ---- | ---- | ---- | ---- | ---- | ---- | ---- | ----- | ---- | ---- | ---- | ---- |
| Átlagos max. hőmérséklet (°C) | 8,0  | 11,0 | 13,0 | 16,0 | 20,0 | 23,0 | 27,0 | 28,0 | 25,0  | 18,0 | 12,0 | 8,0  | 17,5 |
| Átlagos min. hőmérséklet (°C) | 1,0  | 2,0  | 3,0  | 5,0  | 7,0  | 10,0 | 12,0 | 12,0 | 10,0  | 6,0  | 4,0  | 1,0  | 6,1  |
| Átl. csapadékmennyiség (mm)   | 154  | 126  | 113  | 78   | 63   | 42   | 15   | 21   | 40    | 87   | 159  | 166  | 1064 |
| Forrás: PlantMaps             |      |      |      |      |      |      |      |      |       |      |      |      |      |

## Népesség

### 2010
A 2010-es népszámláláskor a városnak 24 080 lakója, 7545 háztartása és 5375 családja volt. A népsűrűség 1592,6 fő/km2. A lakóegységek száma 8283, sűrűségük 547,8 db/km2. A lakosok 60,4%-a fehér, 0,5%-a afroamerikai, 2,8%-a indián, 0,8%-a ázsiai, 0,1%-a a Csendes-óceáni szigetekről származik, 31,5%-a egyéb, 3,8%-a pedig kettő vagy több etnikumú. A spanyol vagy latino származásúak aránya 58,9% (   )
A háztartások 35,9%-ában élt 18 évnél fiatalabb. 53,8% házas, 11,6% egyedülálló nő, 5,9% egyedülálló férfi, 28,8% pedig nem család. 24% egyedül élt; 15,6%-uk 65 éves vagy idősebb. Egy háztartásban átlagosan 3,17 személy élt; a családok átlagmérete 3,74 fő.
A medián életkor 31,7 év volt. A város lakóinak 30,9%-a 18 évesnél fiatalabb, 9,6% 18 és 24 év közötti, 26,2%-uk 25 és 44 év közötti, 17,9%-uk 45 és 64 év közötti, 15,4%-uk pedig 65 éves vagy idősebb. A lakosok 50,2%-a férfi, 49,8%-a pedig nő.

### Óhitűek
Woodburnben az 1950-es években Törökországból az USA-ba menekült orosz ortodox óhitűek nagyobb csoportja található, de élnek itt molokánok, duhoborok, valamint orosz és ukrán pünkösdisták és baptisták is.

### Mexikóiak
Az 1950-es években a mezőgazdasági munkákra érkező mexikói bevándorlók célpontja Woodburn volt; ugyan az Operation Wetback keretében egymillió személyt deportáltak, az 1980-as évekre Oregon lakosságának 2,5 százaléka spanyol ajkú volt. A 21. század elején Woodburn népességének 59%-a latino volt.

### Woodburn Estates
Woodburnben található az állam legnagyobb zárt nyugdíjas közössége, ahol 1500 lakóház, golfpálya, uszoda, fitneszközpont, étterem és biliárdterem is van.

## Gazdaság
A Woodburn Company Stores (2013 óta Woodburn Premium Outlets) raktáráruház 1999-ben nyílt meg. A város legnagyobb foglalkoztatója a gyártóipar.

## Kultúra
A Willamette Balettakadémiát 1962-ben alapították.
Jesse H. Settlemier lakóháza szerepel a történelmi helyek jegyzékében. A La Fiesta Mexicana a mexikói lakosság korábban egy napig, ma már egy hétig tartó rendezvénysorozata, melynek során királynőt választanak.

## Oktatás
A város közoktatási intézményeinek fenntartója a Woodburni Tankerület.
Woodburnben a Chemeketa Közösségi Főiskola és a Pacific University is tart fenn telephelyeket.

## Közlekedés
A város közszolgáltatási osztálya által üzemeltetett buszok munkanapokon közlekednek, emellett mozgáskorlátozottak számára igényalapú szállítás is elérhető. A helyközi közlekedést a Chemeketa Area Regional Transportation System és a Canby Area Transit biztosítják. A POINT InterCity-járatok Portland és Eugene irányába közlekednek.

## Sport
Az Oregon Route 219 mentén fekvő Woodburn Dragstripen gyorsulási versenyeket rendeznek.
Az Oregoni Golfszövetség pályáját a Golf Digest 1996-ban a tíz legjobb megfizethető létesítmény köré sorolta. A várostól három kilométerre nyugatra fekvő Woodburni Golfklubot 1925-ben alapították.

## Média
A város hetilapja a Woodburn Independent.
A KWBY 940 AM mexikói zenéket sugárzó rádióadó. A KPCN-LP adása a mezőgazdasági dolgozókat érintő műsorokból állt.

## Film
A fény völgye című film egyes jeleneteit Woodburnben forgatták.

## Nevezetes személyek
- Dick Whitman, baseballjátékos[34]
- Kat Bjelland, zenész[35]
- Kate Nauta, modell és színész[36]
- Stacy Allison, az első amerikai nő, aki elérte a Mount Everest csúcsát[37]

## Fordítás
- Ez a szócikk részben vagy egészben  a   Woodburn, Oregon című angol Wikipédia-szócikk ezen változatának fordításán alapul.  Az eredeti cikk szerkesztőit annak laptörténete sorolja fel. Ez a jelzés csupán a megfogalmazás eredetét és a szerzői jogokat jelzi, nem szolgál a cikkben szereplő információk forrásmegjelöléseként.